# Pierre Sandrin
Pierre Sandrin (Pierre Regnault) (ur. ok. 1490 - zm. po 1561) – francuski kompozytor epoki renesansu. Autor popularnych w połowie XVI wieku pieśni.
Niewiele wiadomo o wczesnych latach Sandrina. Prawdopodobnie urodził się w St. Marcel niedaleko Paryża. W 1506 roku należał do chóru chłopięcego na dworze królewskim. W 1539 roku pojawił się ponownie na dworze w Paryżu i po kilku latach ugruntował swoją pozycję jako najznakomitszego obok Claudina de Sermisy autora pieśni we Francji.
We wczesnych latach 50. podróżował do Włoch. W 1554 roku przebywał w Sienie. Do Paryża powrócił na krótko w 1560. Rok później zmarł, prawdopodobnie we Włoszech.
Tworzył wyłącznie muzykę świecką. Jeden z jego utworów, Doulce memoire, stał się w XVI wieku najpopularniejszą pieśnią, która doczekała się wielu krajach niezliczonych wersji i aranżacji.